# 肌膜
肌膜（英語：sarcolemma），即肌细胞的细胞膜。肌膜上能根据不同条件控制钙离子进入肌细胞，这方面肌膜与神经元的细胞膜有相似之处。肌膜上的糖蛋白与肌细胞外的基底膜连接。